# Lesley Bell
Lesley Bell (* um 1947) ist eine ehemalige englische Tischtennisspielerin. Sie nahm in den 1960er Jahren an zwei Weltmeisterschaften und drei Europameisterschaften teil. 1964 wurde sie mit der Damen-Mannschaft Europameisterin.

## Werdegang
Lesley Bells Mutter Brenda war eine aktive Tischtennisspielerin, die mehrere nationale Titel gewann. Erste internationale Erfolge verzeichnete Lesley Bell 1963 bei der Jugend-Europameisterschaft in Duisburg 1963, wo sie im Einzel und mit der Mannschaft siegte. Allerdings erkannte der Weltverband ITTF dieses Turnier nicht als offiziell an, da ostdeutsche Sportler nicht einreisen durften.
1962 nahm sie erstmals an einer Europameisterschaft für Erwachsene teil. Bis dahin war sie mit ihren 15 Jahren die jüngste englische Aktive bei einer EM. In diesem Turnier erreichte sie mit der Mannschaft Platz zwei hinter Deutschland, 1964 wurde sie Europameisterin im Teamwettbewerb der Damen. Bei den Weltmeisterschaften kam sie mit der englischen Mannschaft 1963 auf Platz fünf und 1965 auf Platz drei.

## Privat
Mitte der 1960er Jahre heiratete Lesley Bell und trat danach unter dem Namen Lesley Radford auf. Ihre Tochter Linda spielt ebenfalls Tischtennis.